# Alejandro Amenábar
Alejandro Fernando Amenábar Cantos (Santiago, 1972. március 31. –) többszörös Goya-díjas spanyol filmrendező, forgatókönyvíró, filmproducer és zeneszerző.

## Élete és pályafutása
1972-ben született Santiagóban, anyja spanyol, apja chilei. Egyéves korában Spanyolországba költöztek. Filmszakon tanult a madridi egyetemen, de tanulmányait sosem fejezte be.
A belső tenger című filmje elnyerte a Velencei Filmfesztivál nagydíját, illetve a legjobb nemzetközi játékfilmnek járó Oscar-díjat.

## Magánélete
2004-ben a spanyol Shangay Express hasábjain vállalta fel először nyíltan homoszexualitását.

## Filmográfia

### Film

#### Nagyjátékfilm
| Év   | Magyar cím                 | Eredeti cím                | Feladatkör | Feladatkör | Feladatkör   | Feladatkör |
| Év   | Magyar cím                 | Eredeti cím                | Rendező    | Író        | Producer     | Zeneszerző |
| ---- | -------------------------- | -------------------------- | ---------- | ---------- | ------------ | ---------- |
| 1996 | Halálos tézis              | Tesis                      | Igen       | Igen       | Társproducer | Igen       |
| 1997 | Nyisd ki a szemed          | Abre los ojos              | Igen       | Igen       | Nem          | Igen       |
| 1999 | Hogyan beszélnek a lepkék? | La lengua de las mariposas | Nem        | Nem        | Nem          | Igen       |
| 1999 | Senki sem ismer senkit     | Nadie conoce a nadie       | Nem        | Nem        | Nem          | Igen       |
| 2001 | Más világ                  | Los otros                  | Igen       | Igen       | Nem          | Igen       |
| 2004 | A belső tenger             | Mar adentro                | Igen       | Igen       | Igen         | Igen       |
| 2009 | Agora                      | Ágora                      | Igen       | Igen       | Igen         | Nem        |
| 2010 |                            | El mal ajeno               | Nem        | Nem        | Igen         | Nem        |
| 2015 |                            | Regression                 | Igen       | Igen       | Igen         | Nem        |
| 2019 | Amíg a háború tart         | Mientras dure la guerra    | Igen       | Igen       | Igen         | Igen       |

### Televízió
| Év   | Magyar cím          | Eredeti cím | Feladatkör | Feladatkör | Megjegyzések |
| Év   | Magyar cím          | Eredeti cím | Rendező    | Író        | Megjegyzések |
| ---- | ------------------- | ----------- | ---------- | ---------- | ------------ |
| 2021 | A Fortuna legendája | La Fortuna  | Igen       | Igen       | minisorozat  |